# 萩原修
萩原 修（はぎわら おさむ、1960年8月7日 - ）は、日本のレーシングドライバー。

## 経歴
大学卒業後、横浜ゴムに入社。富士フレッシュマンレースより本格的にレース活動を始める。
1989年、1990年は横浜ゴムからサポートを受けながら全日本F3選手権に参戦。しかし、当時のF3は参戦台数が60台にも及ぶ激戦だった為、苦戦を強いられた。
1992年、1993年の2シーズン、羽根幸浩とコンビを組み、全日本ツーリングカー選手権(JTC)に日産・スカイラインGT-R（BNR32）でHKSから参戦した。
他チームのスカイラインが日産工機のメンテナンスを受けるなか、萩原と羽根のスカイラインはHKSメンテナンスによる、独自の手法を取った。1993年シーズンは、星野一義/影山正彦組や前年チャンピオンの長谷見昌弘/福山英朗組など、同クラスの強豪スカイラインチームがひしめくなか､第3戦スポーツランドSUGOで優勝を飾った。
またN1耐久(現スーパー耐久)では、三菱・ミラージュで参戦した。
2017年現在では横浜ゴム消費財製品企画部に所属し、同社のホイールブランド「YOKOHAMA WHEEL」を統括している。
2021年のニスモフェスティバルではゲストドライバーとして登場し、HKSスカイラインをドライブした。

## 戦績

### 全日本フォーミュラ3選手権
| 年     | チーム                  | シャシー                     | エンジン     | 1       | 2      | 3       | 4       | 5       | 6       | 7       | 8       | 9       | 10      | 順位 | ポイント |
| ------ | ----------------------- | ---------------------------- | ------------ | ------- | ------ | ------- | ------- | ------- | ------- | ------- | ------- | ------- | ------- | ---- | -------- |
| 1989年 | JOYスポーツOFファルコン | レイナード・883              | トヨタ・3S-G | SUZ Ret | FSW 15 | SUZ DNQ | SEN C   | TSU DNQ | SUG DNQ | TSU DNQ | SUZ DNQ | NIS DNQ | SUZ DNQ | NC   | 0        |
| 1990年 | ADVAN SPORT PAL         | レイナード・903 ラルト・RT34 | 無限・MF204  | SUZ Ret | FSW NC | SUZ DNS | TSU DNQ | SEN Ret | SUG 8   | TSU 14  | SUZ Ret | NIS 15  | SUZ Ret | NC   | 0        |

### 全日本ツーリングカー選手権
出典:
| 年     | チーム              | 使用車両               | クラス | 1      | 2       | 3     | 4      | 5       | 6     | 7     | 8     | 9     | 順位 | ポイント |
| ------ | ------------------- | ---------------------- | ------ | ------ | ------- | ----- | ------ | ------- | ----- | ----- | ----- | ----- | ---- | -------- |
| 1992年 | Kenji HKS Racing    | 日産・スカイラインGT-R | JTC-1  | TAI 15 | AUT     | SUG 6 | SUZ    | MIN     | TSU 7 | SEN 6 | FSW 4 |       | 12位 | 34       |
| 1993年 | HKS Racing Co. Ltd. | 日産・スカイラインGT-R | JTC-1  | MIN 9  | AUT Ret | SUG 1 | SUZ 19 | TAI Ret | TSU 9 | TOK 3 | SEN 2 | FSW 4 | 10位 | 79       |

## エピソード
- 全日本ツーリングカー選手権等国内トップカテゴリーでレース活動を行っていたが、横浜ゴムの社員を継続していた。上述のJTC第3戦で優勝した翌日にはフォーミュラ・ミラージュでシリーズチャンピオンを獲得した時に仕立てた「ピンク色のスーツ」を着用して出社した[2]。
- JTC終焉と共にレース活動から離れ、ホイールデザインの業務に注力する。ホイールデザインの為にホイールデザイン用のCADの導入を直訴。掛かった予算は「1000万円以上は超えている」との事[7]。